# Associazione Calcio Turris 1980-1981
Questa pagina raccoglie le informazioni riguardanti l'Associazione Calcio Turris nelle competizioni ufficiali della stagione 1980-1981.

## Rosa
| N. |                   | Ruolo | Calciatore               |
| -- | ----------------- | ----- | ------------------------ |
|    | Italia (bandiera) | D     | Michele Antonio Amendola |
|    | Italia (bandiera) |       | Annunziata               |
|    | Italia (bandiera) | D     | Franco Campidonico       |
|    | Italia (bandiera) | C     | Angelo Cangianiello      |
|    | Italia (bandiera) | D     | Aniello Campiluongo      |
|    | Italia (bandiera) | A     | Claudio Capogna          |
|    | Italia (bandiera) | C     | Paolo Chirco             |
|    | Italia (bandiera) | C     | Raffaele Donatelli       |
|    | Italia (bandiera) | D     | Salvatore Frattini       |
|    | Italia (bandiera) | A     | Paolo Fucci              |
|    | Italia (bandiera) | A     | Elio Grassi              |
|    | Italia (bandiera) | P     | Crescenzo Izzo           |

| N. |                   | Ruolo | Calciatore           |
| -- | ----------------- | ----- | -------------------- |
|    | Italia (bandiera) | D     | Renzo Martin         |
|    | Italia (bandiera) | A     | Santino Nuccio       |
|    | Italia (bandiera) | P     | Carlo Pagliarulo     |
|    | Italia (bandiera) | D     | Oris Pazzagli        |
|    | Italia (bandiera) | C     | Francesco Radio      |
|    | Italia (bandiera) | D     | Ciro Raimondo        |
|    | Italia (bandiera) | A     | Andrea Scala         |
|    | Italia (bandiera) | D     | Salvatore Sorrentino |
|    | Italia (bandiera) | P     | Vincenzo Strino      |
|    | Italia (bandiera) | D     | Umberto Turi         |
|    | Italia (bandiera) | C     | Rosario Volpe        |
|    | Italia (bandiera) | C     | Vincenzo Zazzaro     |

## Risultati

### Campionato

#### Girone di andata
| 28 settembre 1980 1ª giornata | Matera | 0 – 0 | Turris |  |

| 5 ottobre 1980 2ª giornata | Turris | 0 – 0 | Campobasso |  |

| 12 ottobre 1980 3ª giornata | Paganese | 4 – 1 | Turris |  |

| 19 ottobre 1980 4ª giornata | Turris | 1 – 1 | Ternana |  |

| 26 ottobre 1980 5ª giornata | Francavilla | 3 – 1 | Turris |  |

| 2 novembre 1980 6ª giornata | Turris | 0 – 1 | Sambenedettese |  |

| 9 novembre 1980 7ª giornata | Nocerina | 1 – 0 | Turris |  |

| 16 novembre 1980 8ª giornata | Turris | 0 – 1 | Cavese |  |

| 23 novembre 1980 9ª giornata | Salernitana | 1 – 1 | Turris |  |

| 30 novembre 1980 10ª giornata | Benevento | 1 – 0 | Turris |  |

| 7 dicembre 1980 11ª giornata | Turris | 1 – 2 | Livorno |  |

| 14 dicembre 1980 12ª giornata | Cosenza | 0 – 0 | Turris |  |

| 21 dicembre 1980 13ª giornata | Turris | 1 – 0 | Siracusa |  |

| 4 gennaio 1981 14ª giornata | Giulianova | 2 – 0 | Turris |  |

| 11 gennaio 1981 15ª giornata | Turris | 0 – 2 | Rende |  |

| 18 gennaio 1981 16ª giornata | Arezzo | 5 – 1 | Turris |  |

| 25 gennaio 1981 17ª giornata | Turris | 0 – 1 | Reggina |  |

#### Girone di ritorno
| 1º febbraio 1981 18ª giornata | Turris | 1 – 0 | Matera |  |

| 8 febbraio 1981 19ª giornata | Campobasso | 3 – 0 | Turris |  |

| 15 febbraio 1981 20ª giornata | Turris | 2 – 2 | Paganese |  |

| 22 febbraio 1981 21ª giornata | Ternana | 2 – 0 | Turris |  |

| 1º marzo 1981 22ª giornata | Turris | 2 – 2 | Francavilla |  |

| 8 marzo 1981 23ª giornata | Sambenedettese | 1 – 0 | Turris |  |

| 15 marzo 1981 24ª giornata | Turris | 1 – 3 | Nocerina |  |

| 29 marzo 1981 25ª giornata | Cavese | 0 – 0 | Turris |  |

| 5 aprile 1981 26ª giornata | Turris | 1 – 0 | Salernitana |  |

| 12 aprile 1981 27ª giornata | Turris | 0 – 2 | Benevento |  |

| 26 aprile 1981 28ª giornata | Livorno | 2 – 0 | Turris |  |

| 3 maggio 1981 29ª giornata | Turris | 0 – 0 | Cosenza |  |

| 10 maggio 1981 30ª giornata | Siracusa | 0 – 0 | Turris |  |

| 17 maggio 1981 31ª giornata | Turris | 1 – 0 | Giulianova |  |

| 24 maggio 1981 32ª giornata | Rende | 1 – 0 | Turris |  |

| 31 maggio 1981 33ª giornata | Turris | 0 – 0 | Arezzo |  |

| 7 giugno 1981 34ª giornata | Reggina | 0 – 0 | Turris |  |